# 존 모리스

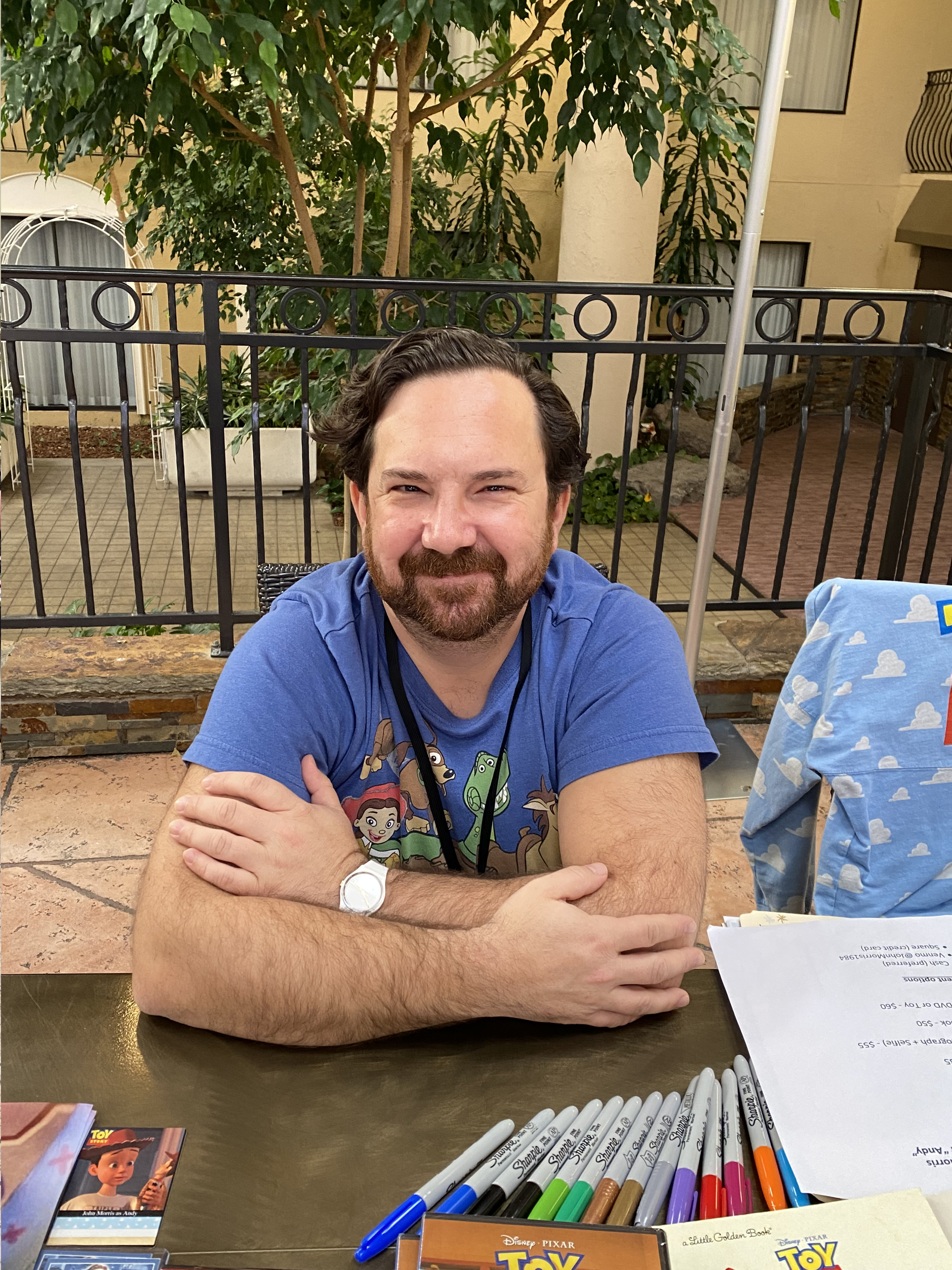

존 모리스(John Morris, 1984년 10월 2일 ~ )는 미국의 배우, 성우, 영화배우이다.
댈러스에서 태어났다.

## 영화
- 토이 스토리 3 (2010년) - 앤디 목소리 역
- 토이 스토리 2 (1999년) - 앤디 목소리 역
- 토이 스토리 (1995년) - 앤디 목소리 역
- 데스 머신 (1994년)
- 팀 버튼의 크리스마스 악몽 (1993년)